# Бахтигильдинское сельское поселение
Бахтигильдинское се́льское поселе́ние — муниципальное образование в Батыревском районе Чувашии Российской Федерации.
Административный центр — деревня Бахтигильдино.

## История
Статус и границы сельского поселения установлены Законом Чувашской Республики от 24 ноября 2004 года № 37 «Об установлении границ муниципальных образований Чувашской Республики и наделении их статусом городского, сельского поселения, муниципального района и городского округа».

## Население
| 2010 | 2012 | 2013 | 2014 | 2015 | 2016 | 2017 |
| ---- | ---- | ---- | ---- | ---- | ---- | ---- |
| 976  | ↘947 | ↘905 | ↘880 | ↘873 | ↘840 | ↘816 |
| 2018 | 2019 | 2020 | 2021 |      |      |      |
| ↘787 | ↘750 | ↘745 | ↘729 |      |      |      |

## Состав сельского поселения
| № | Населённый пункт | Тип населённого пункта          | Население |
| - | ---------------- | ------------------------------- | --------- |
| 1 | Балабаш-Нурусово | деревня                         | ↗327      |
| 2 | Бахтигильдино    | деревня, административный центр | ↗543      |
| 3 | Люля             | посёлок                         | ↗69       |
| 4 | Ульяновка        | посёлок                         | ↗167      |